# Charlotte Amalie East
Charlotte Amalie East – miasto na Wyspach Dziewiczych Stanów Zjednoczonych; na wyspie Saint Thomas; 2 600 mieszkańców (2006). Przemysł spożywczy, maszynowy.